# Death Duel
Death Duel è un videogioco sparatutto sviluppato da Punk Development e pubblicato nel 1992 da RazorSoft per Sega Mega Drive.

## Modalità di gioco
Sparatutto in prima persona, Death Duel presenta nove livelli di gioco con altrettanti boss alieni da sconfiggere in un tempo prefissato. Prima di ogni scenario è possibile selezionare le tre armi da utilizzare e spendere il denaro ottenuto durante gli scontri precedenti per acquistare munizioni o riparare l'armatura del protagonista.